# NGC 4284
NGC 4284 é uma galáxia espiral (Sbc) localizada na direcção da constelação de Ursa Major. Possui uma declinação de +58° 05' 36" e uma ascensão recta de 12 horas, 20 minutos e 12,8 segundos.
A galáxia NGC 4284 foi descoberta em 17 de Abril de 1789 por William Herschel.